# Agrilus massanensis
Agrilus massanensis é uma espécie de inseto do género Agrilus, família Buprestidae, ordem Coleoptera.
Foi descrita cientificamente por Schaefer, 1955.